# Eram Air
Eram Air war eine iranische Charterfluggesellschaft mit Sitz in Täbris.

## Geschichte
Eram Air wurde im Dezember 2005 gegründet und stellte den Flugbetrieb 2013 wieder ein.

## Flugziele
Ab Täbris flog man im Inland nach Teheran, Maschhad und zu der Kisch-Insel. International flog man nach Izmir und Damaskus.

## Flotte
Mit Stand der Betriebseinstellung bestand die Flotte der Eram Air aus drei Tupolew Tu-154M, die allesamt abgestellt waren.